# John Chandler (präst)
John Chandler, född den 16 juni 1806 i Witley i Surrey, död den 1 juli 1876 i Putney, var en engelsk präst och psalmförfattare.
Chandler, som var kyrkoherde i Witley från 1837, är representerad i The Church Hymn Book 1872 med sex psalmer (nr 13, 448, 449, 521, 1183 och 1282). Han skrev även Life of William of Wykeham (1842).

## Psalmer
- Angels lament, behold your God nr 449 i The Church Hymn Book 1872 (Översättning av professor Charles Coffins (1676–1749) latinska hymn Lugete, Pacis Angeli från 1720.)
- Christ is our corner-stone nr 1282 i The Church Hymn Book 1872 (Översättning av den latinska hymnen Angulare Fundamentum. Eventuellt har Chandlers text översatts till den svenska texten Du, den hörnsten nr 146 i Hemlandssånger 1891.)
- O Christ, our hope, our heart's desire nr 521 i The Church Hymn Book 1872 (Översättning av ärkebiskop Ambrosius av Milanos latinska hymn Jesu, nostra Redemtop från år 390 efter Kristus.)
- O Jesus, Lord of heavenly grace nr 13 i The Church Hymn Book 1872 (Översättning av ärkebiskop Ambrosius av Milanos latinska hymn Splender paternae Glorie från år 390 efter Kristus.)
- O Lord, how joyful 't is to see nr 1183 i The Church Hymn Book 1872 (Översättning av Santolius Victorinus latinska hymn O, quam juvant fratres, Deus från 1660.)
- The royal banner is unfurled nr 448 i The Church Hymn Book 1872 (Översättning av Venantius Fortunatus latinska hymn Vexilla Regis prodeunt från år 580.)